# 米亚韦
米亚韦（法語：Milhavet，法語發音：[mijavɛ]）是法国上法蘭西大區塔恩省的一个市镇，属于阿尔比区。

## 地理
米亚韦（44°1'44"N, 2°1'37"E）面积4.28 平方千米，位于法国奧克西塔尼大區塔恩省，该省份为法国南部内陆省份，北起顺时针与阿韦龙省、埃罗省、奥德省、上加龙省和塔恩-加龙省接壤。
与米亚韦接壤的市镇（或旧市镇、城区）包括：利弗尔卡泽勒、韦尔河畔新城、维拉克。

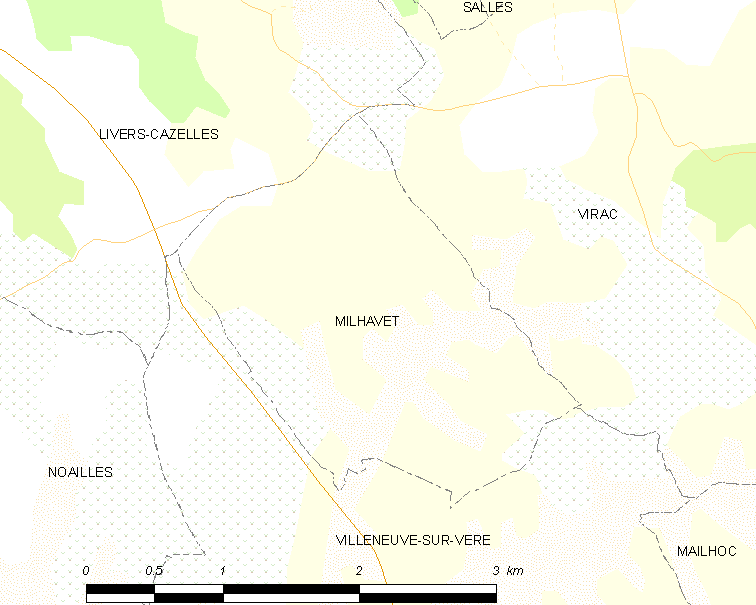
米亚韦的OSM定位图

米亚韦的时区为UTC+01:00、UTC+02:00（夏令时）。

## 行政
米亚韦的邮政编码为81130，INSEE市镇编码为81166。

## 政治
米亚韦所属的省级选区为阿尔比第三县。

## 人口

1962-2008年间米亚韦人口变化图示

米亚韦于2022年1月1日时的人口数量为99人。